# Thăm dò Điện trường thiên nhiên
Thăm dò Điện trường thiên nhiên (Self Potential hay Spontaneous Potential, SP) là một phương pháp của Địa vật lý thăm dò, bố trí đo điện trường có sẵn trong thiên nhiên bằng các điện cực không phân cực, để phát hiện các dị thường điện trường, vốn là thứ liên quan đến những đới đất đá hay vật liệu khác thường trong vùng.
Phương pháp được sử dụng cho lập bản đồ địa chất, tìm kiếm khoáng sản, tìm nước ngầm, khảo sát địa chất công trình, khảo sát địa chất môi trường - tai biến tự nhiên,... trên đất liền.
Tại Việt Nam, phương pháp khảo sát này được quy chuẩn trong TCVN 9417: 2012 Lưu trữ ngày 12 tháng 9 năm 2014 tại Wayback Machine.

## Nội dung phương pháp
Sự tồn tại của điện trường thiên nhiên gắn liền với nước, tương tác với đất đá theo hai hiện tượng:

- Các quặng, khoáng vật hay vật chất tiềm năng dễ bị oxy hóa, khi có nước ẩm thì bị oxy hóa, tạo ra đới oxy hóa (Oxidation) và đới khử (Reduction), dẫn đến sự tích điện ở các đới và được gọi là điện thế khoáng hóa (Mineralization Potential). Hiện tượng này còn gọi là hiệu ứng Volta, như xảy ra trong các cục pin. Dị thường (trên mặt đất) của điện thế khoáng hóa là dương và thường trên 100mV.
- Do nước ngầm chảy qua đất đá có độ rỗng, thì xảy ra sự bắt giữ ion khác nhau tùy theo độ linh động ion, tạo ra chênh điện tích, và được gọi là điện thế điện động hay thấm lọc (Electrokinetic/Infiltration Potential). Dị thường thường dưới 50mV, thường là dương khi chảy lên (đến), âm khi chảy xuống (đi).

## Bố trí quan sát
Đo đạc thực hiện bằng hai điện cực không phân cực và MiliVolt kế có trở kháng ngõ vào trên 2 MΩ.

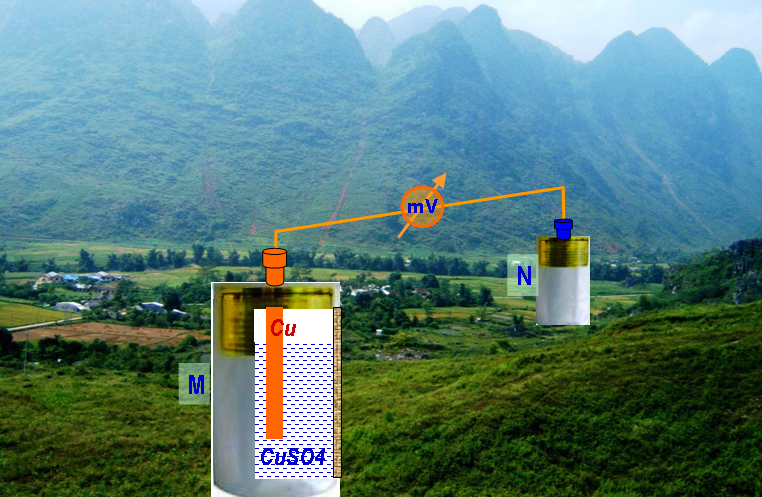
Diễn giải Đo Điện trường thiên nhiên

Điện cực không phân cực dùng cho thực địa là bình xốp bằng sứ, gỗ, vải,... được gia cố đặc biệt để đủ bền chắc, bên trong chứa cỡ ¼ lít dung dịch sulfate đồng dư bão hòa, và một thanh đồng xuyên qua nắp vào dung dịch để dẫn điện thế.
Trạng thái phục vụ được của điện cực, là dung dịch đã thấm qua thành bình (hơi ướt), và điện thế tự phân cực của cặp đôi không quá một vài mV. Đo thế tự phân cực bằng cách để cặp để sát nhau trong đất ẩm, đo với hai chiều cực tính.
Tại thực địa có hai kiểu đo:
- Đo điện thế: Đặt cực N cố định tại điểm "không dị thường", đo với M di chuyển. Có thể dùng nhiều điểm cố định N, nhưng sau đó phải đo liên kết các điểm N về một điểm N chung nào đó.
- Đo gradient: đo giữa hai điểm đo kề nhau, các điện cực di chuyển liên tiếp.

## Xử lý phân tích tài liệu
Số đo được trừ khử điện thế tự phân cực. Nếu là đo điện thế với nhiều điểm cố định N thì tính chuyển về điểm cố định chung cho vùng.
Tuy nhiên điện thế thiên nhiên có nguồn gốc gắn với độ ẩm và nhiệt độ, nên giá trị của nó thay đổi theo/như thời tiết. Nếu đo đạc diễn ra nhiều ngày thì việc tính chuyển về điểm cố định chung không có nhiều ý nghĩa. Mặt khác, nếu chọn vị trí cực N vào nơi có dị thường, thì đường biểu diễn hiện ra sự dịch mức tại nơi thực tế không có dị thường. Khi đó cần tìm cách khử giá trị phông để vùng đó có giá trị xấp xỉ 0.
Hiện chỉ có phân tích định tính, tìm vị trí vật gây dị thường và ước lượng quy mô thông qua độ lớn và vị trí các điểm uốn (hay sườn dốc của đường biểu diễn giá trị trường). Có những nỗ lực tìm cách phân tích định lượng nhưng không rõ kết quả.

## Đối tượng nghiên cứu
- Thạch quyển
- Thủy quyển